# Гёрлфренд
Гёрлфре́нд (от англ. girlfriend) — устоявшийся в ряде языков англицизм, определение социального положения «возлюбленной», то есть женщины, с которой человек находится в романтических и зачастую интимных отношениях, не вступая при этом в брак. Термин может также применяться к подруге, однако в отличие от возлюбленной, при этом применяется написание в два слова: girl friend.

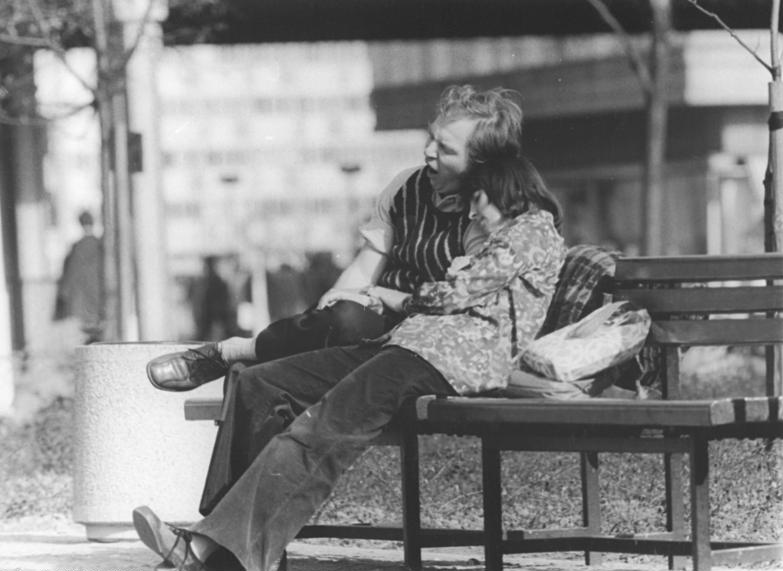
Девушка со своим парнем

Бойфре́нд (от англ. boyfriend) — аналогичный англицизм, применяемый для возлюбленного. Это друг мужского пола, постоянный спутник, с которым есть платонические, романтические и/или сексуальные отношения. Этот термин используется, как правило, для краткосрочных отношений, тогда как другие названия (например человек, партнёр, жених) чаще используются для долгосрочных отношений. Бойфренда также называют парнем или ухажёром. Примеры: парня, с которым не состоят в браке, но сожительствуют с ним, также могут называть партнёром или сожителем. Также под словом «бойфренд» могут подразумевать партнёра не женщины, а другого мужчины.
Партнёры связывают себя нематериальными отношениями, которые также иногда описываются как значимый другой или просто партнёр, особенно если люди сожительствуют.

## История слова
Слово girlfriend было впервые использовано в 1863 году в значении «подруга женщины в молодости». В 1922 году слово girlfriend использовалось, чтобы обозначить возлюбленную мужчины.
Для длительного периода «просто взаимоотношений», которые раньше называли добрачным ухаживанием, в России нет специального понятия, но иногда используются англоязычные boyfriend и girlfriend или «мы встречаемся». В самом конце XX века слово гёрлфренд было заимствовано русским языком и зафиксировано словарями.
Dating (свидание) вошло в американский английский во время Ревущих двадцатых. До этого ухаживание было вопросом интереса семьи и сообщества. Начиная примерно с времен гражданской войны в США ухаживание стало личным делом каждой пары.

## Связанные термины
- Женщину, состоящую во внебрачных отношениях с женатым мужчиной часто считают «mistress» (любовницей или содержанкой)[12]. Слово mistress первоначально использовалась при обращении в качестве нейтральной пары для сопоставления со словом mister (мистер) или master (мастер[англ.])[12].
- Слово мадам по-прежнему уважительная форма обращения, но с начала 1700-х годов получило сексуальные коннотации и с начала 1900-х годов использовалась для обозначения владелицы борделя[13].
- Некоторые ласковые обращения[англ.] адресованные женщинам, не требуемые при романтических отношениях — «дорогая», «возлюбленная», «милая» и так далее[14].
- Пользователи интернет-сленга и SMS-сленга часто сокращают girlfriend к буквенной аббревиатуре gf[15].
- Кроме того, существуют термины, применяемые в английском независимо от пола. Например, lover (любовник), heartthrob (сердцеед), paramour, squeeze, sweetheart (возлюбленный), true love (моя настоящая любовь), wooer (поклонник), date (тот, с кем назначено свидание), escort, steady, admirer (обожатель) или companion (компаньон)[16].
- girlfriend head — «спутанные волосы», girlfriend snatcher — «отбивший подругу», girlfriend syndrome — «тоска по прежней возлюбленной»[17].

## Особенности употребления
Определения гёрлфренд и партнёр означают разные вещи для разных людей; различия между терминами субъективны. Использование конкретного термина будет, в конечном итоге, определяться личными предпочтениями.
В англоязычной среде формы «girlfriend» и «girl friend» (девушка-друг) используются разными людьми, имея в виду разные вещи. Между данными терминами существует некоторая неопределённость; переход между ними является важным аспектом развития подростка. Например, термин «girlfriend» может применяться девушкой или женщиной относительно другой женщины в не сексуальном и не романтическом контексте. Форма из двух слов «girl friend» иногда используется для того, чтобы избежать путаницы с сексуальным или романтическим значением, что, однако, не является правилом. В этом смысле, «girlfriend» используется с точки зрения очень близких друзей и не имеет сексуального подтекста, если это не случай с лесбиянством, бисексуальностью или пансексуальностью у женщин. Также термин «girlfriend» используется в ЛГБТ-сообществе и может относиться к людям любого пола и сексуальности.
Термин «гёрлфренд» не обязательно подразумевает сексуальные отношения, но часто используется, чтобы сослаться на девушку или женщину, которая встречается с человеком, не помолвленным с ней, не указывая, занимается ли она сексом с ним или с ней. С различными ожиданиями сексуальных нравов, термин свидание может подразумевать романтическую активность, тогда как использование просто «друга», скорее всего, избежало бы подразумевания такой близости. Термин в основном эквивалентен слову «возлюбленная», которое также используется в качестве ласкового обращения.

## Отличие от «lady friend»
Подобно, но не эквивалентно, так же неоднозначное понятие «lady friend» — компаньонка женского пола, которая, возможно, меньше, чем гёрлфренд, но потенциально больше, чем друг. То есть, зависимость не всегда платонические, а также не обязательно замкнутые, серьёзные, верные (преданные) или долгосрочные отношения. Термин не подразумевает явного сексуального подтекста, который есть в обращениях к женщине как «mistress» или «lover». В этом смысле, он может быть эвфемизмом. Термин может также иногда использоваться, когда кто-то просто не знает точного статуса женщины, с которой соотносят мужчину. Например, в заголовках таблоидов часто указывают, что знаменитость была замечена с новой «lady friend». «Lady friend» может использоваться для обозначения романтических отношениях с пожилой женщиной, когда термины «девушка» и «гёрлфренд» можно считать несоответствующими возрасту.
В стилистических правилах New York Times не рекомендует использовать термин «гёрлфренд» для взрослого романтического партнёра, заявляя, что «компаньон — подходящий термин для не состоящего в браке партнёра того же или противоположного пола». Times раскритиковали за упоминание Шахи Риза как «гёрлфренд» президента Всемирного банка Пола Вулфовица в одной статье о споре вокруг их отношений. Другие новостные статьи в Times называли её «компаньонкой» Вулфовица. Партнёры в пролонгированных отношениях имеют статусное положение, называемое girlfriend и boyfriend, так же и во многих европейских странах в возрастной группе от 16 до 45 лет.

## Научные исследования
В американском исследовании 2005 года, в котором приняли участие 115 человек в возрасте от 21 года до 35 лет, которые живут или жили с романтическим партнёром, было отмечено, что отсутствие соответствующего термина часто приводит к неловким ситуациям, например, кого-то расстраивает, что спутники/спутницы не представляют их своим знакомым в обществе, дабы избежать вопросов.
Результаты одного из исследований показали, что подростки, склонные к насилию, начинали встречаться раньше, но имели свой взгляд на своих друзей и girlfriends — менее позитивный и менее справедливый в сравнении со сверстниками. Эти подростки были более склонны сообщать о физической и социальной агрессии над своими друзьями и girlfriends. Результаты другого исследования ясно показали, что мужчины рассматривают приобретение постоянной girlfriend как очень возбуждающий акт соблазнения, а не агрессии. Профессор Beth C. Emery указывает на то, что журналы для подростков (teen magazines) могут оказывать влияние на поведение девочек-подростков в романтических отношениях. По результатам его исследования, этот тип журналов внушает своим читателям, что нет ничего важнее, чем отношения мужчина-женщина и что достижение и поддержание статуса girlfriend — это единственный способ обретения смысла, значения и власти в своей жизни.